# Млиниська сільська рада
| Млиниська сільська рада — орган місцевого самоврядування у Жидачівському районі Львівської області з адміністративним центром у с. Млиниська. Водоймища на території, підпорядкованій даній раді: річки Дністер, Бережниця, Млинівка. Сільській раді підпорядковані населені пункти: - с. Млиниська - с. Голешів - с. Лапшин - с. Смогів |

## Склад ради
Рада складається з 20 депутатів та голови.

### Керівний склад ради
| ПІБ                    | Основні відомості                                                                                   | Дата обрання | Дата звільнення |
| ---------------------- | --------------------------------------------------------------------------------------------------- | ------------ | --------------- |
| Юхман Галина Романівна | Сільський голова, 1959 року народження, освіта, член Української Народної Партії                    | 26.03.2006   | 31.10.2010      |
| Юхман Галина Романівна | Сільський голова, 1959 року народження, освіта середня спеціальна, член Української Народної Партії | 31.10.2010   |                 |

Примітка: таблиця складена за даними джерела